# دي سي يو بي
وإسمه الأصلي دنكن مكلينان (بالإنجليزية: Duncan MacLennan)‏ وإسمه الفني دي سي يو بي (بالإنجليزية: DCUP)‏ وهو دي جي و ريمكسرز ومنتج أغاني أسترالي ولد في يوم 13 مارس 1985 في مدينة سيدني في أستراليا وشارك مع يولاندا بي كول في أغنية we no speak americano.

## روابط خارجية
- دي سي يو بي على موقع ميوزك برينز (الإنجليزية)
- دي سي يو بي على موقع ديسكوغز (الإنجليزية)